# Municipio de Santiago Tapextla
El municipio de Santiago Tapextla es uno de los 570 municipios en que se encuentra dividido el estado mexicano de Oaxaca y que se encuentra localizado en el extremo suroeste del estado. Su cabecera es Santiago Tapextla.

## Geografía
El municipio de Santiago Tapextla se encuentra localizado en la región Costa y en el distrito de Jamiltepec, es el municipio más sudoccidental del estado de Oaxaca, en su límite con el estado de Guerrero. Tiene una extensión territorial de 129.239 kilómetros cuadrados que equivalen al 0.14% de la extensión total del estado, siendo sus coordenadas extremas 16°16′ - 16°23′ de latitud norte y 98°23′ - 98°34′ de longitud oeste y su altitud fluctúa entre un máximo de 200 y un mínimo de 0 metros sobre el nivel del mar.
Limita al este con el municipio de Santo Domingo Armenta y al norte y oeste con el estado de Guerrero, en particular con el municipio de Cuajinicuilapa.

## Demografía
La población total del municipio de acuerdo con el Censo de Población y Vivienda realizado en 2010 por el Instituto Nacional de Estadística y Geografía, es de 3 031 habitantes, de los que _ son hombres y _ son mujeres.
La densidad de población asciende a un total de 23.45 personas por kilómetro cuadrado.

### Localidades
El municipio se encuentra formado por seis localidades, las principales y su población de acuerdo al censo de 2010 son:
| Localidad         | Población (2010) |
| ----------------- | ---------------- |
| Santiago Tapextla | 1 422            |
| Llano Grande      | 950              |
| Tecoyame          | 249              |
| Total municipio   | 3 031            |

## Política
El gobierno de Santiago Tapextla corresponde al ayuntamiento, éste es electo por el principio de partidos políticos, vigente en 146 municipios de Oaxaca, a diferencia del sistema de usos y costumbres vigente en los restantes 424, por tanto su elección es como en todos los municipios mexicanos, por sufragio directo, universal y secreto para un periodo de tres años renovables por un periodo inmediato, el periodo constitucional comienza el día 1 de enero del año siguiente a su elección. El Ayuntamiento se integra por el presidente municipal, un Síndico y un cabildo formado por cinco regidores.

### Representación legislativa
Para la elección de diputados locales al Congreso de Oaxaca y de diputados federales a la Cámara de Diputados federal, el municipio de Santiago Tapextla se encuentra integrado en los siguientes distritos electorales:
Local:
- Distrito electoral local de 22 de Oaxaca con cabecera en Santiago Pinotepa Nacional.[4]

Federal:
- Distrito electoral federal 9 de Oaxaca con cabecera en Puerto Escondido.[5]